# オタゴ級哨戒艦
オタゴ級哨戒艦（英語: Otago class offshore patrol vessel）はニュージーランド海軍の哨戒艦の艦級。プロテクター計画の一環として整備されたことから、プロテクター型外洋哨戒艦（英: Protector class offshore patrol vessel）とも称されており、2隻が建造された。

## 来歴
ニュージーランドは日本に次ぐ面積の排他的経済水域（EEZ）を有しているにもかかわらず、その警備を担任する艦船の戦力が限られていることが問題となっていた。それに対処するために計画されたのが本級である。
2002年7月、ニュージーランド国防省は本級の開発・建造に関する提案依頼（ITR）を行い、2004年7月にはオーストラリアのテニックス・ディフェンス（現BAEシステムズ・オーストラリア）社が主契約者として選定された。初号艦は2005年2月に起工され、2006年11月18日に進水した。戦力化は計画よりやや遅延し、竣工は2007年4月の予定であったが、実際には2008年初頭となった。2008年9月、国防省は、本級の計画遅延は、艦載艇の運用能力の問題とロイド船級協会の認定取得遅延によるものであると発表した。2009年5月、国防省とBAEシステムズ社は、これらの問題を改善するため、重量にして300トンに及ぶ船体強化を行なうことで合意した。以後の計画は順調に進行し、2010年、2隻は相次いで就役した。

## 設計
本級は、カナダのSTXカナダ・マリン社により、PV85型哨戒艇として設計された。基本的には、同社が先行して設計したPV75型（モーリシャス沿岸警備隊「ヴィジラント」（MCGS Vigilant））やPV80型（アイルランド海軍ローシーン級）を発展させたものであった。
本級は外洋哨戒艦として、とくにEEZの警備に眼目が置かれている。所属・運用ともにニュージーランド海軍が担当する軍艦であるが、必要に応じて税関職員や漁業監視員を乗せてその職務遂行を援護するのが任務である。
氷結する冬の南極海に備えて、船体は耐氷構造とされており、ロイド船級協会の規定でIce Class 1Cに相当する。また南極海の過酷な海況条件に対応して、艦載艇の揚降はシーステート4まで、艦載機の発着はシーステート5まで、ヴァートレップはシーステート6まで対応可能とされており、艦自体はシーステート6まで通常の哨戒活動を実施可能、シーステート9であっても生還可能とされている。
| 艦番号 | 艦名                          | 起工           | 進水           | 竣工          | 退役 |
| ------ | ----------------------------- | -------------- | -------------- | ------------- | ---- |
| P148   | オタゴ HMNZS Otago            | 2005年12月16日 | 2006年11月18日 | 2010年2月18日 |      |
| P55    | ウェリントン HMNZS Wellington | 2007年6月2日   | 2007年10月27日 | 2010年5月6日  |      |